# Dejan Lovren
Dejan Lovren (Zenica, 1989. július 5. –) világbajnoki ezüst- és bronzérmes horvát válogatott labdarúgó, a Lyon játékosa.

## Pályafutása

### Dinamo Zagreb
Lovren először a müncheni BSC Sendling játékosa volt, majd miután visszatért Horvátországba, az NK Ilovac és az NK Karlovac csapatainak akadémiáján játszott, és csak ezután szerződtette le 2004-ben a Dinamo Zagreb.[forrás?] 2006 májusában mutatkozott be a klub első csapatában, majd kölcsönadták az NK Inter Zaprešić-hez, ahol két szezon alatt 50 bajnoki mérkőzésen lépett pályára, és egy gólt szerzett.[forrás?] Ezután visszatért Zágrábba, ahol a 2000-09-es idény folyamán 38 alkalommal szerepelt. A 2009-10-es szezonban a Bajnokok Ligája selejtezőin is lehetőséget kapott, gólt is szerzett.[forrás?]

### Lyon
A Lyon csapatához 2010-ben igazolt 8 millió euró ellenében, négy és fél évre írt alá. 2010. január 24-én debütált az AS Monaco ellen, a Coupe de France után pedig a bajnokságban is bemutatkozhatott. A szezon folyamán 10 mérkőzésen kapott játéklehetőséget, a BL-ben azonban nem játszhatott, mert a Dinamo Zagreb színeiben már pályára lépett a sorozatban. A 2010-11-es idényben már jóval többször lépett pályára, és a csapat kulcsjátékosává vált. Szerepelt a védelem tengelyében, bal-, illetve jobb szélén is. 2010 novemberében felkerült a Don Balón listájára, mint a világ 100 legjobb fiatal játékosának egyike. 2012. január 23-án meghosszabbította szerződését, további két évre kötelezte el magát, azonban másfél évvel később, 2013. június 14-én a Southamptonba igazolt.

### Southampton
Az angol csapathoz négy évre szerződött, az átigazolási összeg nem lett nyilvános, becslések szerint kb. 8,5 millió fontot fizettek érte. 2013 augusztusában debütált, első meccsét a West Brom ellen játszotta. Első Premier League-szezonját követően felkerült a Bloomberg Sports' 50 fős listájára, ahol az öt topliga legjobb teljesítményét nyújtó játékosokat sorolták fel.[forrás?] 2014 júliusában a Southampton megegyezett a Liverpoollal, Lovren pedig a nyári átigazolási időszak során csatlakozott a Vörösökhöz.[forrás?]

### Liverpool
20 millió fontos vételárával a Liverpool valaha volt legdrágábban vásárolt védőjévé vált, később azonban Virgil van Dijk megdöntötte ezt a rekordot. 2014 augusztusában mutatkozott be új csapatában, a Dortmund elleni barátságos mérkőzésen, ahol mindjárt megszerezte első gólját is. A Telegraph beválasztotta a 2014-15-ös szezon 20 legnagyobb csalódása közé, szerintük rengeteg hibát védett, melyekből sok kapott gól született. Lovren a 205-16-os idényben sem került ki a kezdőcsapatból, és viszonylag jól teljesített, a Európa Liga-elődöntős, Dortmund elleni győztes gólja például meglehetősen fontos volt. Az idény végén a Liverpool Echo "nyugodt és higgadt" játékosként jellemezte. 2017 áprilisában meghosszabbította szerződését, mely 2021-ig szól. A 2017-18-as szezonban van Dijk érkeztével szilárd védelem alakult ki Liverpoolban, Lovren pedig 43 mérkőzésen lépett pályára. A szezonban a csapat a BL döntőjéig menetelt, ahol azonban kikapott a Real Madridtól. Lovren a 2018-19-es idényt sérüléssel kezdte, amelyet még a nyári világbajnokságon szedett össze. A szezont a csapat a BL megnyerésével zárta. 2019 nyarán a távozást sürgette, azonban nem sikerült eligazolnia. Leginkább a Milan és a Roma csapatai érdeklődtek iránta. Az UEFA-szuperkupa keretéből kimaradt, ahogy a klubvilágbajnokságéból is, igaz, utóbbit sérülés miatt. 2020 januárjában tért vissza.

### Zenyit
2020. július 27-én az orosz Zenyit szerződtette. Lovren három évre szóló szerződést írt alá a szentpéterári klubbal.

### Ismét Lyon
2023. január 2-án két és fél évre írt alá régi-új klubjához az Olympique Lyon csapatához.

## Statisztika

### Klubcsapatban
2019. május 4. szerint
| Klub teljesítmény | Klub teljesítmény        | Klub teljesítmény | Bajnokság | Bajnokság | Kupa  | Kupa | Ligakupa | Ligakupa | Nemzetközi | Nemzetközi | Összesen | Összesen |
| Szezon            | Klub                     | Bajnokság         | Mérk.     | Gól       | Mérk. | Gól  | Mérk.    | Gól      | Mérk.      | Gól        | Mérk.    | Gól      |
| ----------------- | ------------------------ | ----------------- | --------- | --------- | ----- | ---- | -------- | -------- | ---------- | ---------- | -------- | -------- |
| 2005–06           | Dinamo Zagreb            | Prva HNL          | 1         | 0         | 0     | 0    | —        | —        | 0          | 0          | 1        | 0        |
| 2006–07           | Dinamo Zagreb            | Prva HNL          | 0         | 0         | 0     | 0    | —        | —        | 0          | 0          | 0        | 0        |
| 2007–08           | Dinamo Zagreb            | Prva HNL          | 0         | 0         | 0     | 0    | —        | —        | 0          | 0          | 0        | 0        |
| 2008–09           | Dinamo Zagreb            | Prva HNL          | 22        | 1         | 8     | 1    | —        | —        | 8          | 1          | 38       | 3        |
| 2009–10           | Dinamo Zagreb            | Prva HNL          | 14        | 0         | 4     | 0    | —        | —        | 11         | 1          | 29       | 1        |
| Összesen          | Összesen                 | Összesen          | 37        | 1         | 12    | 1    | —        | —        | 19         | 2          | 68       | 4        |
| 2006–07           | Inter-Zaprešić (kölcsön) | Druga HNL         | 21        | 0         | 4     | 0    | —        | —        | —          | —          | 25       | 0        |
| 2007–08           | Inter-Zaprešić (kölcsön) | Prva HNL          | 29        | 1         | 2     | 0    | —        | —        | —          | —          | 31       | 1        |
| Összesen          | Összesen                 | Összesen          | 50        | 1         | 6     | 0    | —        | —        | —          | —          | 56       | 1        |
| 2009–10           | Lyon                     | Ligue 1           | 8         | 0         | 1     | 0    | 1        | 0        | 0          | 0          | 10       | 0        |
| 2010–11           | Lyon                     | Ligue 1           | 28        | 0         | 2     | 0    | 1        | 0        | 6          | 1          | 37       | 1        |
| 2011–12           | Lyon                     | Ligue 1           | 18        | 1         | 3     | 0    | 2        | 0        | 8          | 0          | 31       | 1        |
| 2012–13           | Lyon                     | Ligue 1           | 18        | 1         | 0     | 0    | 1        | 0        | 5          | 0          | 24       | 1        |
| Összesen          | Összesen                 | Összesen          | 72        | 2         | 6     | 0    | 5        | 0        | 19         | 1          | 102      | 3        |
| 2013–14           | Southampton              | Premier League    | 31        | 2         | 0     | 0    | 0        | 0        | —          | —          | 31       | 2        |
| Összesen          | Összesen                 | Összesen          | 31        | 2         | 0     | 0    | 0        | 0        | —          | —          | 31       | 2        |
| 2014–15           | Liverpool                | Premier League    | 26        | 0         | 4     | 0    | 2        | 1        | 6          | 0          | 38       | 1        |
| 2015–16           | Liverpool                | Premier League    | 24        | 0         | 1     | 0    | 4        | 0        | 10         | 1          | 39       | 1        |
| 2016–17           | Liverpool                | Premier League    | 29        | 2         | 0     | 0    | 3        | 0        | —          | —          | 32       | 2        |
| 2017–18           | Liverpool                | Premier League    | 29        | 2         | 0     | 0    | 0        | 0        | 14         | 0          | 43       | 2        |
| 2018–19           | Liverpool                | Premier League    | 13        | 1         | 1     | 0    | 1        | 0        | 3          | 0          | 18       | 1        |
| Összesen          | Összesen                 | Összesen          | 121       | 5         | 6     | 0    | 10       | 1        | 33         | 1          | 170      | 7        |
| Karrier összesen  | Karrier összesen         | Karrier összesen  | 311       | 11        | 30    | 1    | 15       | 1        | 71         | 4          | 427      | 17       |

### A válogatottban
2022. december 13-án lett frissítve
| Horvátország | Horvátország    | Horvátország |
| Év           | Pályára lépések | Gólok        |
| ------------ | --------------- | ------------ |
| 2009         | 2               | 0            |
| 2010         | 3               | 0            |
| 2011         | 8               | 1            |
| 2012         | 1               | 0            |
| 2013         | 9               | 1            |
| 2014         | 7               | 0            |
| 2016         | 1               | 0            |
| 2017         | 6               | 0            |
| 2018         | 13              | 0            |
| 2019         | 7               | 1            |
| 2020         | 5               | 1            |
| 2021         | 8               | 0            |
| 2022         | 8               | 1            |
| Összesen     | 78              | 5            |

### Válogatott góljai
2014. július 28-a szerint.
| # | Időpont              | Helyszín                                         | Ellenfél | Gólok         | Eredmény | Kiírás |                                              |
| - | -------------------- | ------------------------------------------------ | -------- | ------------- | -------- | ------ | -------------------------------------------- |
| 1 | 2011. szeptember 2.  | Nemzeti Stadion, Ta’ Qali, Málta                 | 10       | Málta         | 3–1      | 3–1    | 2012-es labdarúgó-Európa-bajnokság selejtező |
| 2 | 2013. március 26.    | Liberty Stadion, Swansea, Wales                  | 17       | Wales         | 1–1      | 2–1    | 2014-es labdarúgó-világbajnokság-selejtező   |
| 3 | 2019. szeptember 6.  | Anton Malatinský Stadium, Nagyszombat, Szlovákia | 54       | Szlovákia     | 4–0      | 4–0    | 2020-as labdarúgó-Európa-bajnokság selejtező |
| 4 | 2020. szeptember 8.  | Stade de France, Saint-Denis, Franciaország      | 59       | Franciaország | 1–0      | 2–4    | 2020–2021-es UEFA Nemzetek Ligája (A liga)   |
| 5 | 2022. szeptember 25. | Ernst Happel Stadion, Bécs, Ausztria             | 71       | Ausztria      | 3–1      | 3–1    | 2022–2023-as UEFA Nemzetek Ligája (A liga)   |

## Sikerei, díjai
Dinamo Zagreb
- Horvát bajnok (2): 2005–06, 2008–09
- Horvát kupa (1): 2009

Inter-Zaprešić
- Horvát másodosztály bajnok (1): 2006–07

Lyon
- Francia kupa (1): 2012

Liverpool
- Angol bajnok (1): 2019–20
- Bajnokok Ligája (1): 2018–19

Zenyit
- Orosz bajnok (2): 2020–21, 2021–22
- Orosz szuperkupa (2): 2020, 2021

## Fordítás
Ez a szócikk részben vagy egészben  a   Dejan Lovren című angol Wikipédia-szócikk fordításán alapul.  Az eredeti cikk szerkesztőit annak laptörténete sorolja fel. Ez a jelzés csupán a megfogalmazás eredetét és a szerzői jogokat jelzi, nem szolgál a cikkben szereplő információk forrásmegjelöléseként.